# Plesiotrochus
Plesiotrochus là một chi ốc biển, là động vật thân mềm chân bụng sống ở biển trong họ Cerithiidae.
It is placed trong Cerithiidae trong Cơ sở dữ liệu sinh vật biển.

## Các loài
Các loài trong chi Plesiotrochus gồm có:
- Plesiotrochus monachus (Crosse & Fischer, 1864)
- Plesiotrochus souverbianus[2]